# アクン島

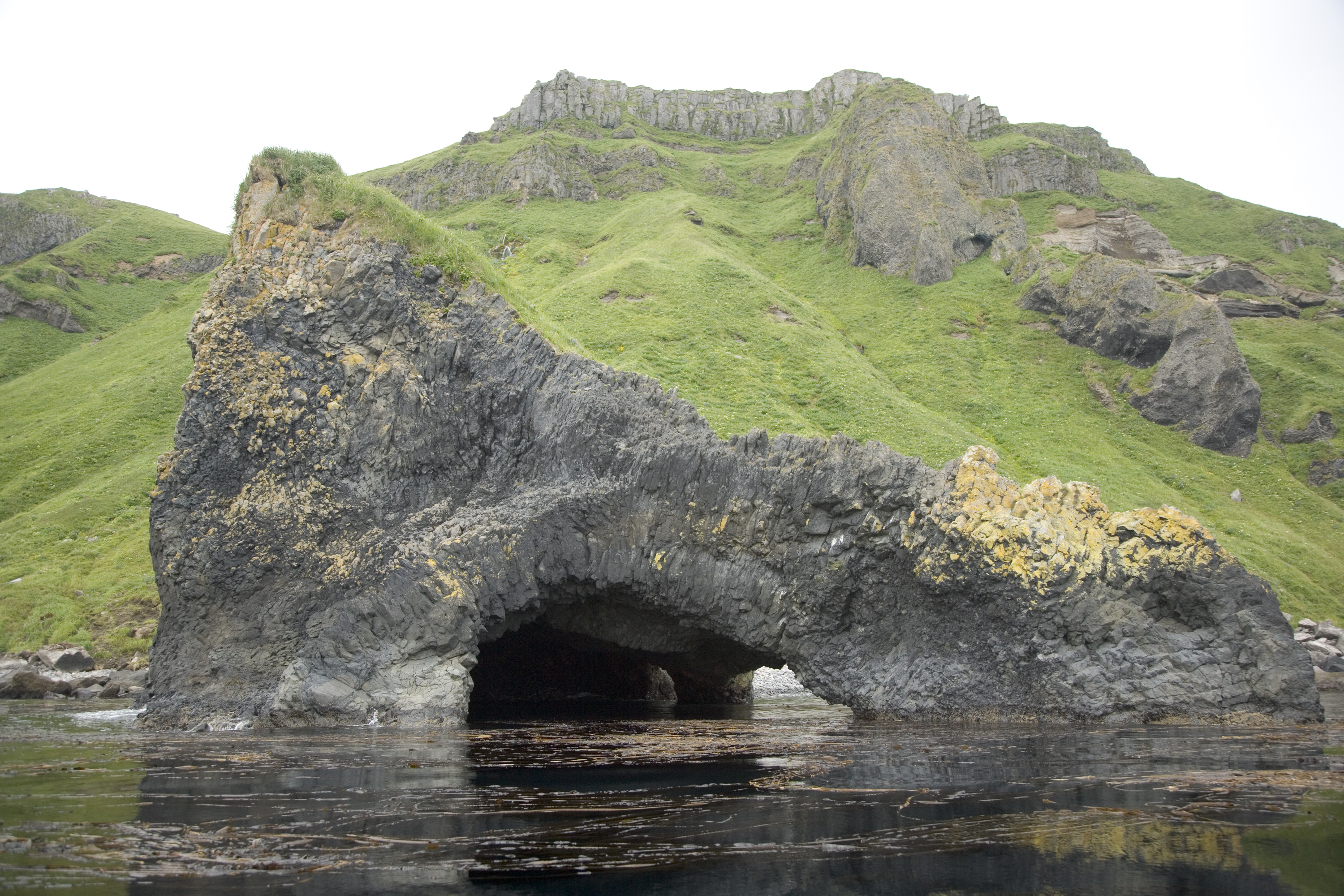
玄武岩の海蝕洞

アクン島 (アクンとう、Akun Island、アレウト語: Akungan)はアメリカ合衆国アラスカ州アリューシャンズイースト郡アリューシャン列島フォックス諸島を構成する一つの島である。

## 地理
アクタン島の東、ウニマク海峡を挟んでウニマク島の南西に位置する。南にはクレニッツァン諸島、東南にはアヴァタナック海峡がある。面積は64.39 sq mi (166.77 km2)、長さ22.57キロメートル (14.02 mi)、幅18.2キロメートル (11.3 mi)で、建設労働者と数人の牛を管理する世捨て人を除くと、住人はいない。
小島ではあるが、非常に沢山の牛が生息し、それらの牛はもはや家畜ではないが、総数は制御されている。3頭の家畜の馬と、1匹の犬も生息している。
Kiewit、R&M Consultants、DOTによって、建設された滑走路がある。

## 交通
2012年にアクタン島への水陸両用飛行機サービスが停止し、アクン島の滑走路はアクタン空港となった。空港とアクタンはホバークラフトで結ばれ、強風や高波時は安全な走行は不可能である。空港には小さなホテルが併設され、アクタン島へのホバークラフトが運航不能の際には、頻繁に使用されている。